# Portugal en los Juegos Olímpicos de Tokio 1964
Portugal estuvo representado en los Juegos Olímpicos de Tokio 1964 por un total de 20 deportistas que compitieron en 7 deportes.  
El portador de la bandera en la ceremonia de apertura fue el yudoca Fernando Costa Matos. El equipo olímpico portugués no obtuvo ninguna medalla en estos Juegos.